# Рогозинино (Вологодская область)
Рогозинино — деревня в Великоустюгском районе Вологодской области.
Входит в состав Юдинского сельского поселения, с точки зрения административно-территориального деления — в Юдинский сельсовет.
Расстояние по автодороге до районного центра Великого Устюга — 0,5 км, до центра муниципального образования Юдино — 3 км. Ближайшие населённые пункты — Кузнецово, Сулинская, Фёдоровская.
По переписи 2002 года население — 23 человека (12 мужчин, 11 женщин). Всё население — русские.